# Janne Korpi
Janne Korpi. född 5 februari 1986 i Vichtis, är en finländsk före detta snowboardåkare och travkusk. Korpi har vunnit två medaljer i världsmästerskapen och deltagit i Olympiska vinterspelen år 2006, 2010, 2014 och 2018.
Janne Korpis pappa är Pekka Korpi som är en av Finlands mest framgångsrika travtränare. Korpi tog sin första V75-seger i juli 2009.